# Кристалохімічна класифікація мінералів
Кристалохімічна класифікація мінералів — розподіл мінералів на систематичні одиниці на основі їх спільних кристалохімічних ознак. В основу класифікації покладено взаємозв'язок між хімічним складом і будовою мінералів, а також їх властивостями і морфологічними особливостями. За цими ознаками всі мінерали поділяють за такою схемою:
- тип
  - клас
    - відділ
      - група
        - ряд
          - мінеральний вид

## ТипПрості речовини

### класСамородні метали

#### група Золота
- Самородна мідь
- Самородне срібло
- Самородне золото
- Електрум

#### група Заліза
- Телуричне залізо
- Метеоритне залізо

#### група Платини
- Самородна платина
- Поліксен

#### група осмистого іридію
- осмистий іридій

### клас Самородні неметали

#### група Вуглецю
- Алмаз
- Графіт

#### група Арсену
- Самородний арсен

#### група Сірки
- Самородна сірка

## Тип Сульфіди і Сульфосолі
- клас Сульфіди та їх аналоги
  - група Халькозину
  - група Піротину
  - група Сфалериту-Вюрциту
  - група Галеніту
  - група Борніту
  - група Аргентиту
  - група Реальгару
  - група Скутерудиту
  - група Мілериту
  - група Кіноварі
  - група Антимоніту
  - група Ковеліну
  - група Аурипігменту
  - група Молібденіту
- клас Персульфіди та їх аналоги
  - група Піриту
  - група Кобальтину
  - група Арсенопіриту
  - група Льолінгіту
- клас Сульфосолі
  - група Енаргіту

## ТипГалогеніди
- клас Флуориди
- клас Хлориди
- клас Броміди
- клас Йодиди

## Тип кисневих сполук

### класОксиди і гідроксиди

#### група Кварцу
Мінерали, які входять до групи кварцу є поліморфними модифікаціями кремнезему. Станом на вересень 2009 року цих модифікацій встановлено 11.

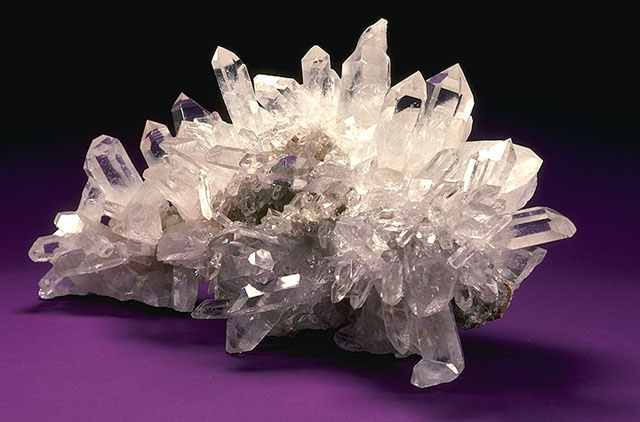
Друза кристалів кварцу

 ряд α-Кварцу
- Кварц SiO2
- Аметист
- Раухтопаз
- Цитрин
- Моріон
- Празем
- Авантюрин
- Котяче око
- Тигрове око
- Соколине око

 ряд Тридиміту
- α-Тридиміт
- β-Тридиміт

 ряд Кристобаліту
- α-Кристобаліт
- β-Кристобаліт

Халцедон

Опал

#### група Шпінелі-Хроміту-Магнетиту

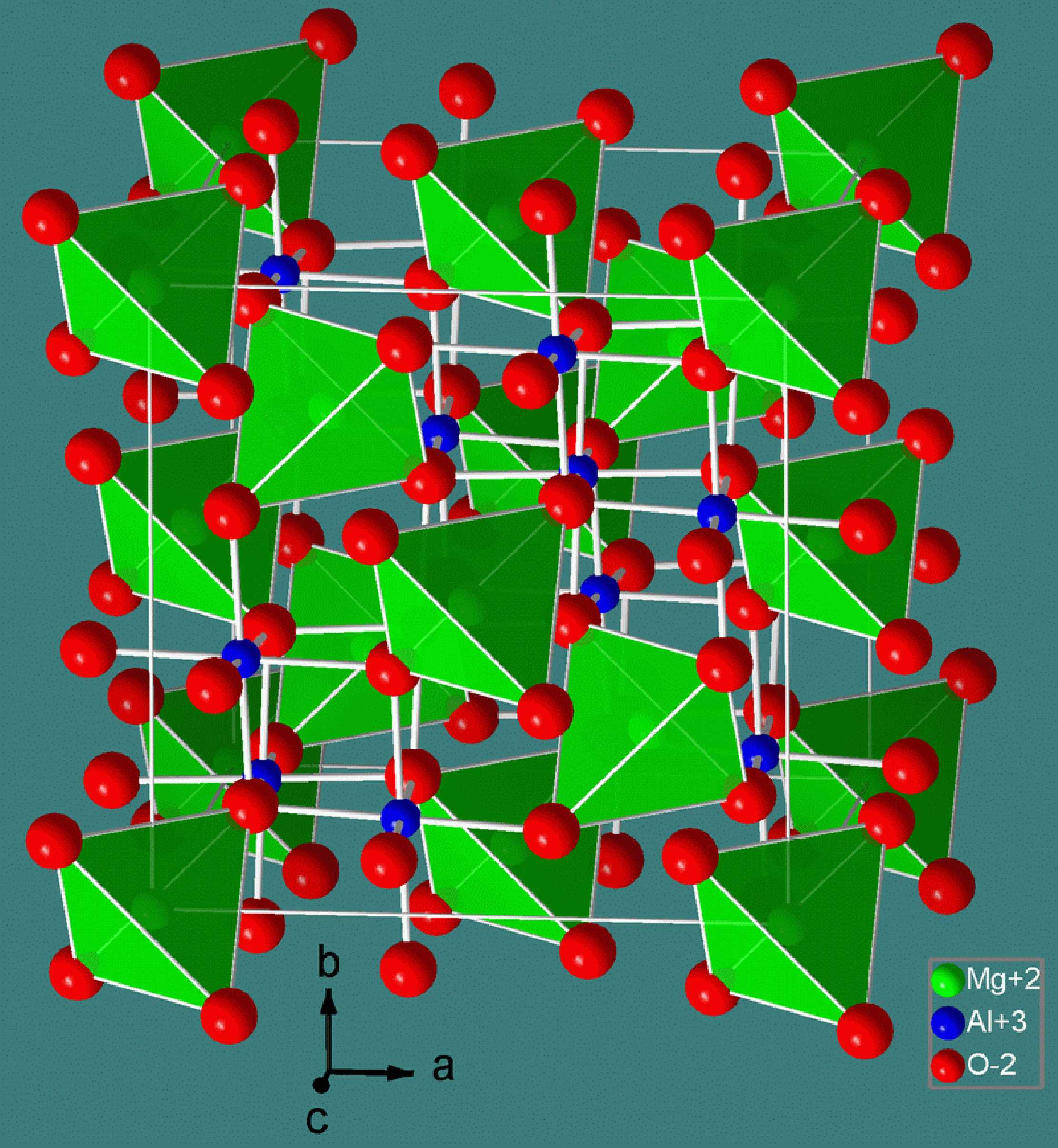
3-D модель кристалічної структури шпінелі

До цієї групи належать подвійні оксиди типу: A2+[B23+O4], де А2+ — часто Mg, Fe, інколи Zn, Mn, Be, і дуже рідко Ni, Co; В23+ — Fe, Al, Cr, Mn. Мінерали групи мають багато спільних властивостей. Більшість з них кристалізується в гексоктаедричному виді кубічної сингонії (3L44L36L29PC), лише кілька — в тетрагональній сингонії, і тільки хризоберил — в ромбічній. Усі ці мінерали мають яскраво виражену кристалічну індивідуальність і утворюють досконало вигранені кристали, найчастіше октаедричного і октаедровидного габітусу, з переважним розвитком октаедру {111}. Характерний широкий розвиток двійникуваня за шпінелевим законом, коли двійниковою площиною є грань октаедра {111}, а двійникова вісь перпендикулярна до неї. В основі класифікації групи лежить структура шпінелі. У цій структурі іони кисню щільно упаковані в площинах, паралельних граням октаедру. Двовалентні катіони мають тетраедричне оточення іонів кисню, тривалентні — знаходяться у шестерній координації іонів кисню, розміщених у вершинах октаедру. Кожен іон кисню зв'язаний з одним двовалентним і трьома тривалентними катіонами. Особливості структури мінералів групи шпінелі добре пояснюють їх властивості, зокрема погану спайність, раковистий злом, оптичну ізотропію, хімічну і термічну стійкість, високу твердість.
 ряд Шпінелі-Герциніту
- Шпінель Mg[Al2O4] куб.

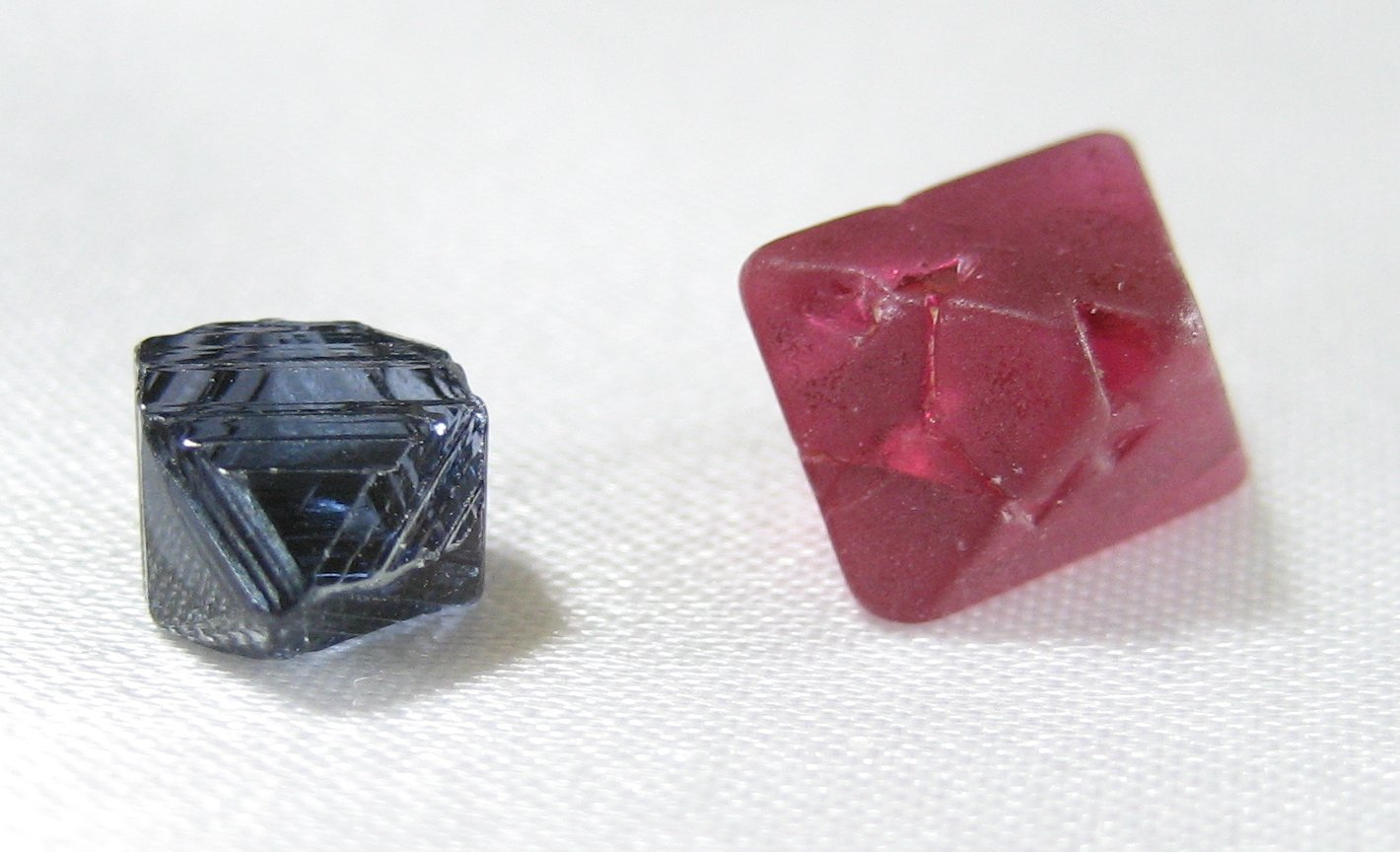
Кристали шпінелі

- Цейлоніт (Плеонаст) (Mg, Fe)[(Al, Fe)2O4] куб.

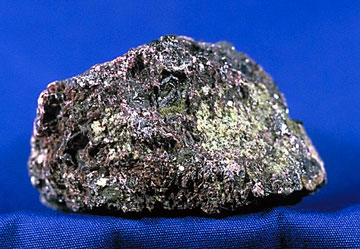
Кристали хроміту в породі

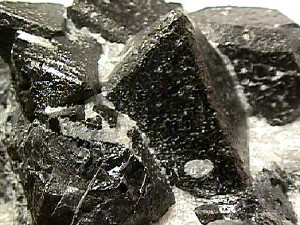
Кристали магнетиту

- Пікотит (Fe, Mg)[(Al, Cr, Fe)2O4] куб.
- Ґаніт (Fe, Zn, Mn)[Al2O4] куб.
- Лімаїт (Zn, Sn)[Al2O4] куб.
- Герциніт Fe[Al2O4] куб.

 ряд Хроміту
- Хроміт Fe[Cr2O4] куб.
- Магнезіохроміт (Mg, Fe)[Cr2O4] куб.
- Хромпікотит (Mg, Fe)[(Al, Cr)2O4] куб.
- Алюмохроміт Fe[(Al, Cr)2O4] куб.

 ряд Магнетиту
- Магнетит Fe[Fe2O4] куб.
- Титаномагнетит (Fe, Ti)[Fe2O4] куб.
- Хромомагнетит (Fe, Cr)[Fe2O4] куб.

Гаусманіт Mn[Mn2O4] тетр.

Хризоберил Be[Al2O4] ромб.

#### група Перовськіту

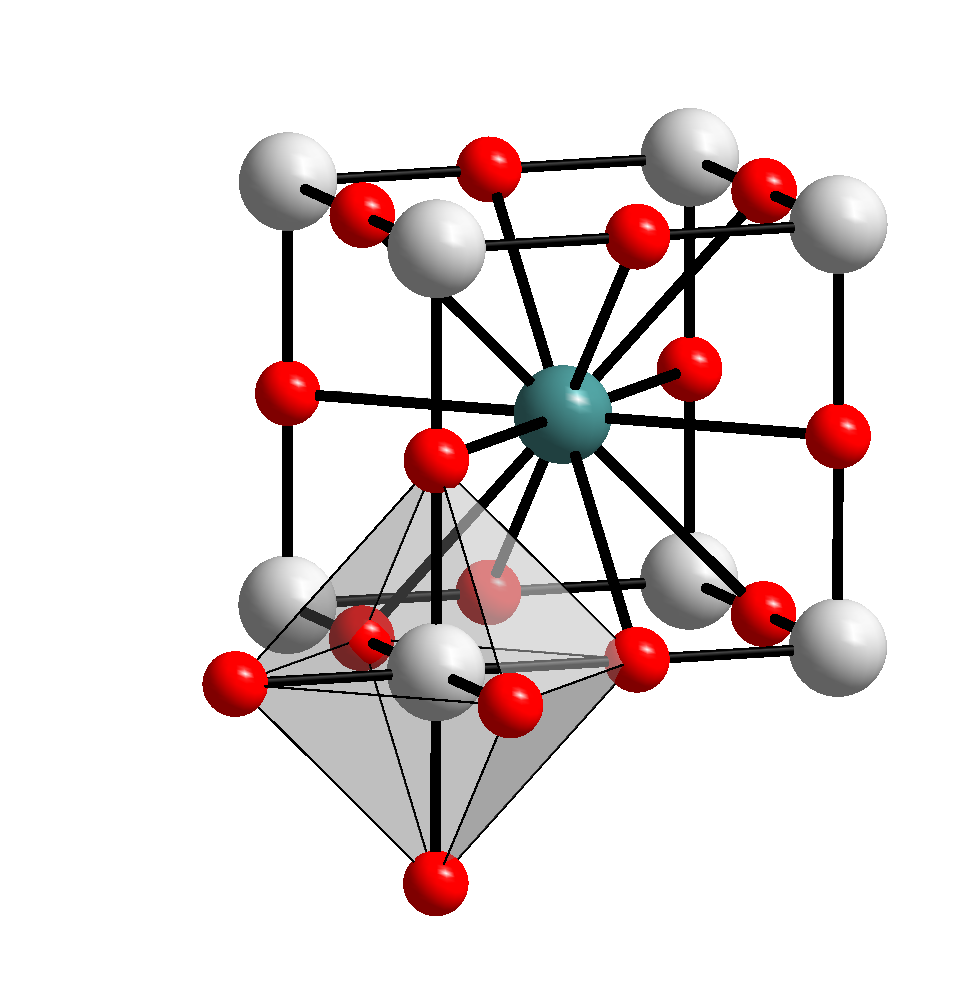
Модель кристалічної структури перовськіту

Цю групу утворюють складні оксиди типу: A2+[B4+O3], де А2+ — (Ca, Ce, Y, La); а В4+ — (Ti, Nb, Ta). Дана група містить тільки один ряд Перовськіту-Лопариту. Усі мінерали цієї групи кристалізуються в кубічній сингонії, за виключенням перовськіту, проте кристали останнього мають форму, властиву мінералам кубічної сингонії. Через це перовськіт іноді вважають псевдокубічним. Катіони Ti4+ знаходяться в центрах октаедрів, вершини яких займають аніони кисню. Кожний катіон Ca2+ оточений вісьма такими октаедрами. Знаменита високотемпературна кераміка YBa2Cu3O7 має кристалічну структуру по типу перовськіту.

 ряд Перовськіту-Лопариту
- Перовськіт Ca[(Ti, Fe, Cr)O3] мон.
- Дизаналіт (Ca, Na)[(Ti, Nb)O3]
- Кнопіт Ce[TiO3] куб.
- Лопарит (Ce, Na)[(Ti, Nb)O3] куб.

#### група Рутилу-Каситериту-Танталіту

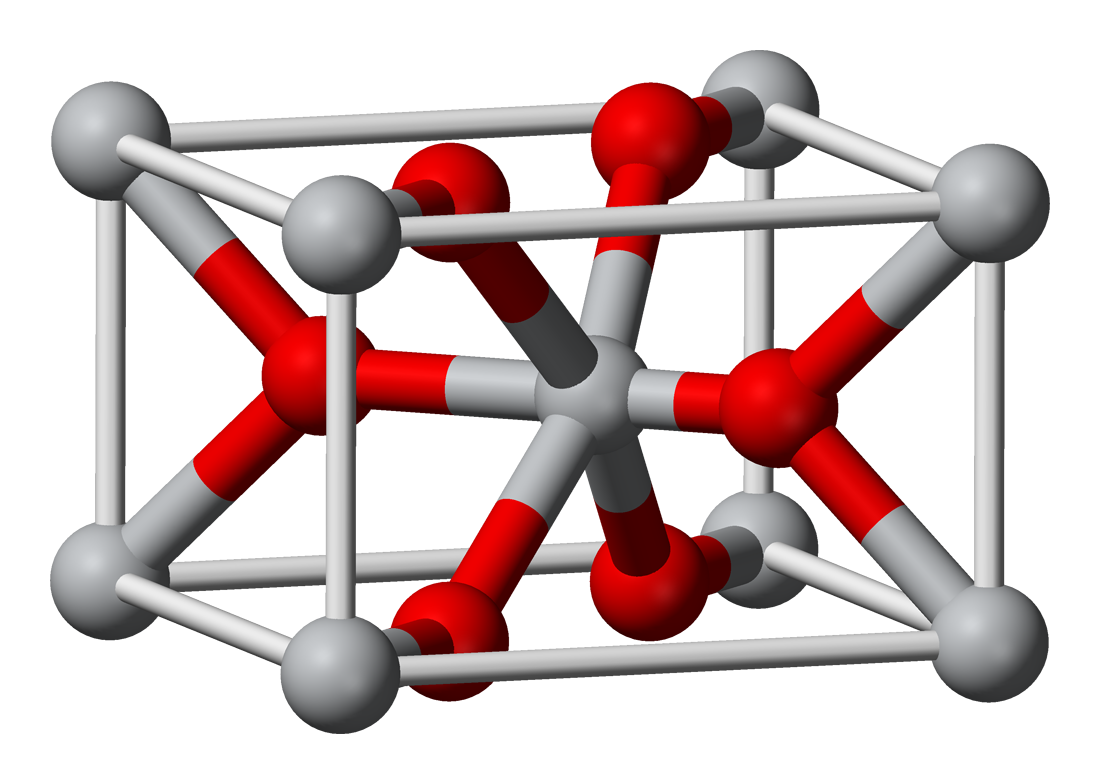
Модель кристалічної ґрадки рутилу

До групи рутилу належать складні оксиди типу: А4+(2+)[B4+(5+)2O6], де А4+ — (Ti,Sn, Mn), A2+ — Fe; В4+ — (Ti,Sn, Mn). B5+ — (Nb, Ta). Крім брукіту, бранериту, колумбіту і танталіту, всі ці мінерали кристалізуються в тетрагональному виді симетрії. Бранерит — в моноклінній, а колумбіт з танталітом — в ромбічній. Оскільки в структурі мінералів даної групи відсутні аніонні групи, які б вказували на їх приналежність до солей кислот, вони всі віднесені до складних оксидів.

ряд Рутилу-Брукіту
- Рутил Ti[Ті2О6] тетр.
- Мосит (Fe, Mn) [Nb2O6] тетр.
- Тапіоліт (Fe, Mn) [Ta2O6] тетр.
- Анатаз
- Брукіт Ti[Ті2О6] ромб.
- Бранерит (U, Fe) [Ti2O6] мон.

ряд Каситериту
- Каситерит Sn[Sn2O6] тетр.

ряд Піролюзиту
- Піролюзит Mn[Mn2O6] тетр.

ряд Колумбіту-Танталіту
- Колумбіт (Ніобіт) (Fe, Mn) [Nb2O6] ромб.
- Танталіт (Fe, Mn) [Ta2O6] ромб.

#### група Корунду-Ільменіту

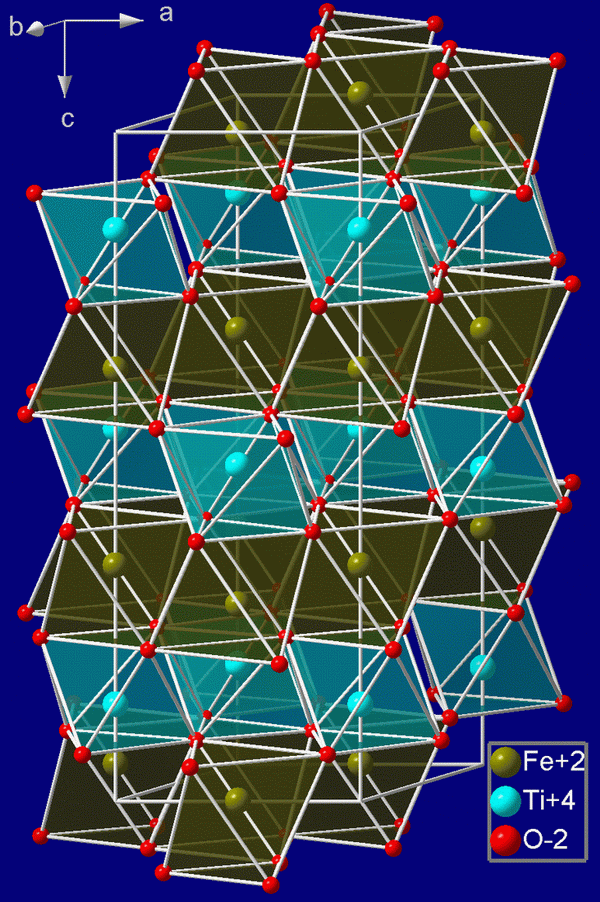
Модель кристалічної структури ільменіту

До групи корунду-ільменіту належать поліморфні модифікації оксидів алюмінію і залаза, а також складна окисли магнію, заліза, марганцю і титану. Кристали мінералів цієї групи часто таблитчастого гбітусу, сплощені по {0001}. Більшість мінералів групи належать до акцесорних у вивержених породах. У вигляді значних скупчень вони зустрічаються тільки з магматичними утвореннями.

ряд Корунду
- α-Корунд
- β-Корунд
- γ-Корунд

ряд Гематиту
- α-Гематит
- Маггеміт

ряд Ільменіту
- Ільменіт
- Гейкіліт
- Пірофаніт

#### група Ешиніту-Самарськіту
- Ешиніт (Ce, Th, Ca)[(Nb, Ti, Ta)2O6]
- Самарськіт

#### група Бруситу
- Брусит

### Клас Солі
- підклас Нітрати
- підклас Карбонати
- підклас Сульфати
- підклас Хромати
- підклас Вольфрамати
- підклас Молібдати
- підклас Титанати

- підклас Ніобати
- підклас Фосфати
- підклас Арсенати
- підклас Ванадати
- підклас Борати
- підклас Силікати
  - відділ А Острівні силікати
  - відділ Б Ланцюжкові силікати
  - відділ В Стрічкові силікати
  - відділ Г Шаруваті силікати
  - відділ Д Каркасні силікати

## Тип Органічні мінерали
- Уевеліт
- Меліт
- Кертисит
- Парафін
- Бурштин